# Corning (New York)
Corning è una città degli Stati Uniti, situata nella Contea di Steuben nello Stato di New York. Si trova circa 320 km a nord ovest di New York. Ha una popolazione (censimento USCB, 2000) di circa 10.800 abitanti.
Fondata nel 1796, deriva il nome da quello di Erastus Corning, finanziere e imprenditore ferroviario di Albany che fu il promotore della comunità che l'abita.
È stata menzionata dal magazine American Style come una fra le venticinque città d'arte di centri minori degli Stati Uniti con il maggiore afflusso di visitatori.

## Geografia fisica
Situata sul fiume Chemung, Corning occupa un'area di circa 8,5 chilometri quadrati. L'altitudine è di 284 metri sul livello del mare e il suo territorio si estende sul lato occidentale della più vasta area comprensoriale di Corning Town, interessando il versante meridionale della contea.
Posta in zona collinare, la località è circondata da numerosi corsi d'acqua che costituiscono una rete fatta di torrenti e canali: i principali - il Cohocton River e il Tioga River - confluiscono nel fiume Chemung che attraversa la città. Un sistema di dighe controlla il flusso delle acque che, pur scorrendo veloci, raramente presentano fenomeni di alluvionalità (anche se un grave fenomeno alluvionale ha colpito la città, allagando completamente la downtown, il 22 giugno 1972 come conseguenza del passaggio dell'uragano Agnes).

## Storia
Conosciuta come la Crystal City (la città di cristallo) per la presenza delle sue aziende operanti nel settore del vetro, Corning fu insediata come centro abitativo nel 1796 e suddivisa nel 1848 fra Corning City e Corning Town (solo nel 1890 le due entità sono state riunificate).
L'attività boschiva è stata la prima industria del comprensorio. I primi abitanti della zona usavano i numerosi corsi d'acqua della zona per far confluire i tronchi d'albero ai punti di mercato che contribuirono a far espandere e crescere economicamente la cittadina.
Anche nei decenni successivi la sua costituzione, Corning ha potuto usufruire del sistema fluviale costituito da piccoli fiumi e canali per espandere i propri traffici commerciali che si sono incentrati prevalentemente sul movimento di carbone, tabacco, grano e cereali e, come prodotto finito, whisky.
Secondo i giornali dell'epoca, fra il 22 aprile e l'11 dicembre 1850, oltre 1.100 imbarcazioni mercantili salparono dal porto fluviale di Corning, garantendo un movimento economico pari a oltre 54 000 dollari dell'epoca. Il record di traffico venne tuttavia registrato quattro anni dopo, con un totale di 270 000 tonnellate di merci movimentate.
L'esplosione della guerra civile americana contribuì a sua volta ad incrementare i traffici lungo i canali che operavano a pieno regime, con una punta massima di 307.151 tonnellate di materiali trasportati in un solo anno. Con la fine della guerra si ebbe poi il vero e proprio boom industriale con l'apertura di numerose aziende.
Corning è diventata centro ferroviario di primaria importanza negli anni 1880 con l'avvento di un sistema ferroviario leggero a prevalente servizio merci.
Dal secondo dopoguerra ha mutato il suo core business diventando, pur mantenendo la primaria vocazione alla lavorazione del vetro, un importante centro industriale e di ricerca nel campo della tecnologia.

## Società

### Evoluzione demografica
Al censimento del 2000 erano presenti 10.842 persone, 4.996 unità famigliari e 2.667 famiglie residenti in città. La densità di popolazione era di 1346 per km quadrato, erano presenti 5.509 abitazioni con una densità media di 683,9 per km quadrato.
La distribuzione etnica era la seguente: 93,94% di razza bianca, 2,84% afroamericani, 0,34% Nativi Americani, 1,49% asiatici, 0,01% dell'Oceano Pacifico, 0,24% da altre etnie e 1,13% di due o più etnie. Gli ispanici di qualsiasi razza erano lo 0,79% della popolazione.
Delle 4.996 unità famigliari il 26,2% aveva un minore di 18 anni convivente, il 37,6% erano coppie sposate conviventi, il 12,3% aveva un capofamiglia donna senza marito presente, il 46,6% erano non-famiglie. Il 40.1% di tutte le unità famigliari era composta da un singolo e il 15,5% era un ultrassessantacinquenne solo.
La suddivisione per età era la seguente: 23,3% sotto i 18 anni, 8,6% dai 18 ai 24 anni, 29,2% dai 25 ai 44 anni, 21,1% dai 45 ai 64 anni, 17,8% sopra i 65 anni. L'età media era di 38 anni. Per ogni 100 femmine erano presenti 87,5 maschi, per ogni 100 femmine sopra i 18 anni erano presenti 83,5 maschi.
L'introito medio per unità famigliare era di 32.780$, l'entrata media per famiglie era di 46,674$. Gli uomini avevano un guadagno medio di 39.805$ nettamente superiore a quello femminile che era pari a 27,489$. Il reddito procapite era di 22.056$. Circa il 9,1% delle famiglie e il 13% della popolazione erano sotto la soglia di povertà, compresi il 18,4% dei minorenni e il 3,8% delle persone sopra i 65 anni.

## Tecnologia e arte
È sede della Samsung Corning Precision Glass e della Corning Inc., già Corning Glass Works, una delle principali aziende manifatturiere nel settore del vetro e della ceramica per uso industriale, scientifico e tecnico (si occupa di fibra ottica ed ha acquisito nel 2005 dalla Pirelli & C. la Pirelli Optical Technologies).
Qui ha sede anche il Corning Museum of Glass, museo del vetro che ospita un centro di ricerche e una delle maggiori collezioni di oggetti vetrari sia dell'antichità che frutto del design contemporaneo (Telescopio Hale, Mappae clavicula, ecc.).
Corning ospita anche il Rockwell Museum of Western Art, sede di un'importante collezione di pitture e sculture che appartengono alla cultura western. Patrocinatori della collezione - per la cui raccolta sono occorsi oltre quarant'anni - sono stati Robert F. ed Hertha Rockwell.
Dal 1979 il Corning Country Club ospita annualmente una tappa tour della Ladies Professional Golf Association.

## Vie di comunicazione
Le principali arterie di comunicazione viaria sono la Interstate 86 (east), la Southern Tier Expressway, la statale Route 352, la Route 414 e la Route 415. La County Road 40 conduce alla città da sud mentre la County Road 41 immette nell'area urbana da nord. Infine, la Route 15 conduce da sud a Painted Post, poco ad ovest di Corning.
I collegamenti aerei sono assicurati dall'Elmira-Corning Regional Airport, situato nella vicina città di Horseheads.

## Amministrazione

### Gemellaggi
- Leopoli
- Kakegawa
- San Giovanni Valdarno